# Винко Арнери
Винко Вице Арнери (Задар, 1907 — Београд, 3. децембар 1989), лекар хирург-пластичар, учесник Народноослободилачке борбе, санитетски пуковник ЈНА и професор Војномедицинске академије.

## Биографија
Рођен је 1907. године у Задру. Потицао је из познате племићке породице Арнери.
Медицински факултет је завршио у Загребу и пред Другог светског рата је радио као лекар. Године 1944. је ступио у Народноослободилачку борбу.
Након ослобођења Југославије, наставио је лекарску службу у Југословенској народној армији (ЈНА). Био је заслужан за развој пластичне хирургије у Југославији. Био је оснивач и први начелник Одељења за пластичну хирургију први Главној војној болници у Београду, која је касније прерасла у Клинику запластичну хирургију Војномедицинске академије (ВМА).
Био је и професор на Војномедицинској академији. Ударио је темеље развоју пластичне и реконструктивне хирургије и савременог лечења опекотина у ЈНА. Увео је више оригиналних метода у реконструктивој хирургији. Публиковао је преко 70 стручних радова. Активна служба у ЈНА му је престала 1977. године.
Умро је 3. децембра 1989. у Београду и сахрањен је у Алеји заслужних грађана на Новом гробљу у Београду.